# Gorenje Karteljevo
Gorenje Karteljevo je naselje v Občini Novo mesto.